# Aceria galiobia
Aceria galiobia är en spindeldjursart som först beskrevs av Giovanni Canestrini 1891.  Aceria galiobia ingår i släktet Aceria, och familjen Eriophyidae. Arten är reproducerande i Sverige.